# Mike Williamson
Michael James Williamson (Stoke-on-Trent, 8 de noviembre de 1983) es un exfutbolista y entrenador inglés que jugaba en la posición de defensa.

## Trayectoria
Entre 2010 y 2016 jugó para el Newcastle United F. C., equipo con el que disputó 134 partidos en la Premier League.
En agosto de 2018 fichó por el Gateshead F. C. y en junio del año siguiente fue nombrado jugador-entrenador. Dirigió durante cuatro años, en los que consiguió un ascenso a National League y los clasificó para la final del FA Trophy por primera vez en su historia, y en octubre de 2023 se marchó al Milton Keynes Dons F. C. que militaba en la League Two. Clasificó al equipo para disputar la promoción de ascenso, pero perdieron en semifinales ante el Crawley Town F. C. por un global de 8-1. Siguió la siguiente campaña, aunque en septiembre dejó el cargo para entrenar al Carlisle United F. C. Fue destituido cinco meses después, en febrero de 2025, tras haber ganado cinco de los 25 partidos que dirigió y con el equipo a cinco puntos de los puestos de permanencia.

## Clubes

### Como jugador
| Club                                   | País       | Año       |
| -------------------------------------- | ---------- | --------- |
| Torquay United F. C.                   | Inglaterra | 2001      |
| Southampton F. C.                      | Inglaterra | 2001-2005 |
| Torquay United F. C. (cedido)          | Inglaterra | 2003      |
| Doncaster Rovers F. C. (cedido)        | Inglaterra | 2004      |
| Wycombe Wanderers F. C. (cedido)       | Inglaterra | 2004-2005 |
| Wycombe Wanderers F. C.                | Inglaterra | 2005-2009 |
| Watford F. C.                          | Inglaterra | 2009      |
| Portsmouth F. C.                       | Inglaterra | 2009-2010 |
| Newcastle United F. C.                 | Inglaterra | 2010-2016 |
| Wolverhampton Wanderers F. C. (cedido) | Inglaterra | 2015      |
| Wolverhampton Wanderers F. C.          | Inglaterra | 2016-2017 |
| Oxford United F. C.                    | Inglaterra | 2017-2018 |
| Gateshead F. C.                        | Inglaterra | 2018-2023 |

### Como entrenador
| Club                     | País       | Año       |
| ------------------------ | ---------- | --------- |
| Gateshead F. C.          | Inglaterra | 2019-2023 |
| Milton Keynes Dons F. C. | Inglaterra | 2023-2024 |
| Carlisle United F. C.    | Inglaterra | 2024-2025 |